# Volkswagen Passat II
La Volkswagen Passat II (chiamata anche Passat B2)  è un'autovettura prodotta dalla casa automobilistica tedesca Volkswagen dal 1981 al 1988.
Si tratta della seconda generazione della berlina Volkswagen.

## Descrizione

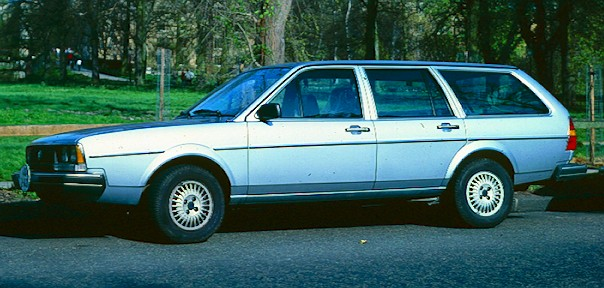
Una Volkswagen Quantum wagon

La seconda serie della Passat è stata introdotta nel mercato nel gennaio 1981. Il pianale, catalogato come B2, era leggermente più lungo rispetto alla prima serie e lo stile aggiornato della vettura poteva essere riconosciuto subito come Passat. La differenza più in risalto erano i fari rettangolari. L'auto era venduta come Quantum nel Nord-America, dove è stata introdotta nel 1982 e come Corsar in Messico, dove è stata commercializzata tra il 1984 e il 1988. In Brasile era prodotta nelle versioni berlina 3 volumi (a 2 e 4 porte), chiamata Santana e station wagon (battezzata Santana Quantum). Le berline e le familiari erano prodotte nel Sudafrica per l'utilizzo locale.

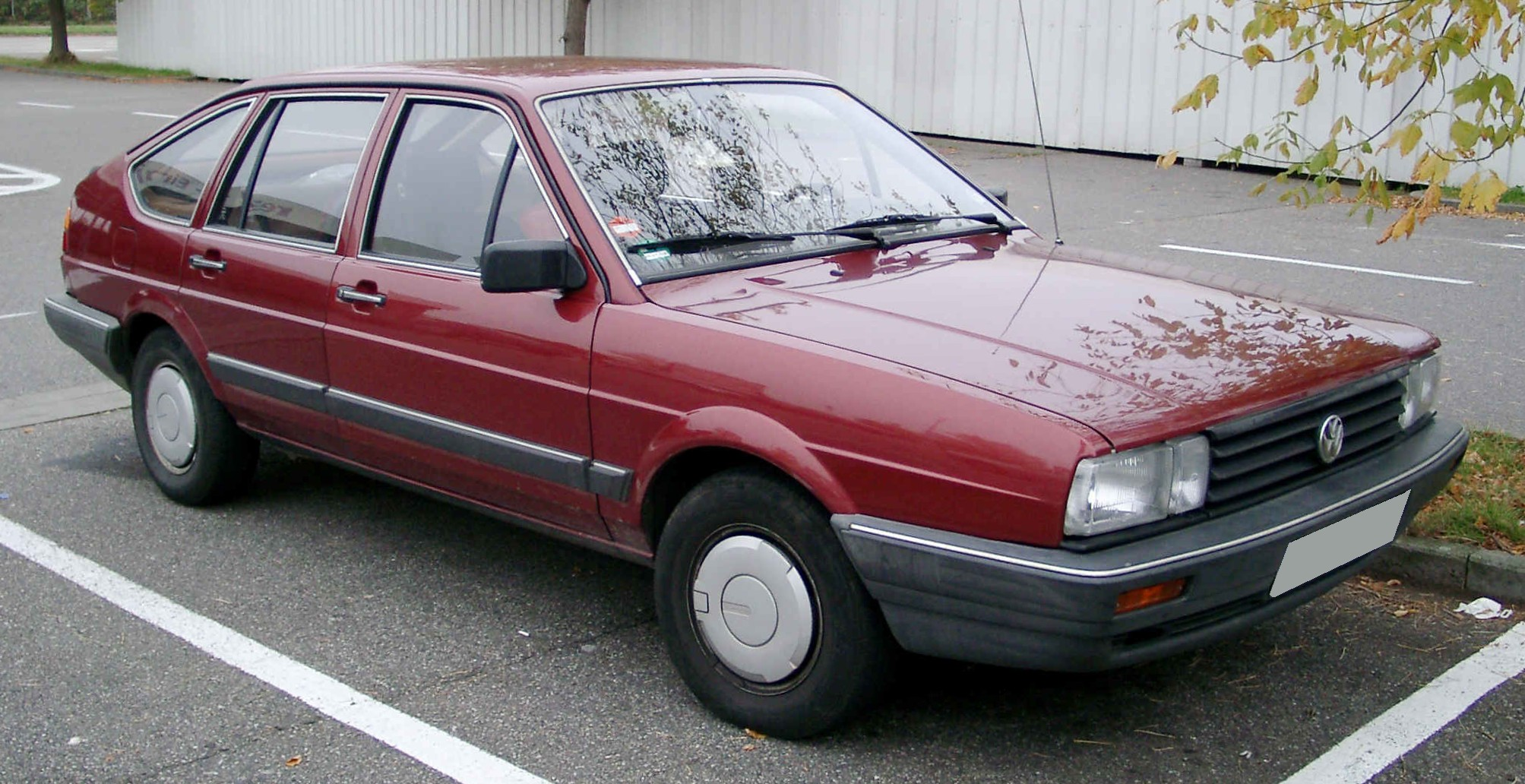
Volkswagen Passat restyling 1986

Come esistevano la Passat familiare e la hatchback (la due volumi), c'era anche la berlina tre volumi che, fino agli inizi del 1985 era venduta come Santana in Europa (ma mai importata in Italia), in Brasile, in Nicaragua e in Cina. In Nord America, la Quantum era disponibile nella versione tre e cinque porte hatchback, quattro porte berlina e familiare. La cinque porte hatchback non è stata mai richiesta e la tre porte è stata tolta dal commercio dopo un anno.
La gamma ricevette un facelift nel 1986, con la berlina, allora conosciuta come Passat, condivideva lo stesso frontale con la hatchback e la familiare. Le versioni nordamericane acquisirono gli stessi fari delle versioni europee.
La gamma dei motori era più estesa della prima generazione e includeva il 5 cilindri Audi da 2.0 litri a benzina, il 1,9 litri, che usava la stessa meccanica dell'Audi 80 quattro e non della Golf integrale. La versione integrale era anche disponibile nel Nord America, ma solo con la carrozzeria familiare e solo con il 5 cilindri.

## Motorizzazioni
| Modello         | Disponibilità    | Motore  | Cilindrata (cm³) | Potenza        | Coppia Massima (Nm) | Emissioni CO2 (g/km) | 0–100 km/h (secondi) | Velocità max (km/h) | Consumo medio (km/L) |
| 1.3             | dal 1979 al 1981 | Benzina | 1272             | 44 kW (60 CV)  | 91                  | n.d                  | n.d                  | 148                 | 11,5                 |
| 1.6             | dal 1980 al 1983 | Benzina | 1588             | 55 kW (75 CV)  | 119                 | n.d                  | n.d                  | 167                 | 11,9                 |
| 1.6/85 CV       | dal 1977 al 1980 | Benzina | 1588             | 62 kW (85 CV)  | 124                 | n.d                  | n.d                  | 173                 | n.d                  |
| 1.6/110 CV      | dal 1979 al 1980 | Benzina | 1588             | 81 kW (110 CV) | 137                 | n.d                  | n.d                  | 184                 | n.d                  |
| 1.9             | dal 1980 al 1983 | Benzina | 1921             | 84 kW (115 CV) | 154                 | n.d                  | n.d                  | 188                 | 10,8                 |
| 1.5 Diesel      | dal 1978 al 1980 | Diesel  | 1471             | 37 kW (50 CV)  | 80                  | n.d                  | n.d                  | 142                 | n.d                  |
| 1.6 Diesel      | dal 1980 al 1983 | Diesel  | 1588             | 40 kW (54 CV)  | 102                 | n.d                  | n.d                  | 143                 | 15,6                 |
| 1.6 Turbodiesel | dal 1982 al 1983 | Diesel  | 1588             | 51 kW (70 CV)  | 130                 | n.d                  | n.d                  | 157                 | 16,0                 |